# Pilot no 5
Pour plus de détails, voir Fiche technique et Distribution.
Pilot no 5 est un film américain en noir et blanc réalisé par George Sidney, sorti 1943.

## Résumé
En 1942, un groupe de survivants résiste aux forces japonaises dans une base aérienne sur l'île de Java. Ils choisissent d'envoyer George Collins pour bombarder l'ennemi avec le seul avion en état. Pendant son absence, ses compagnons échangent des souvenirs sur sa personnalité. 

## Fiche technique
- Titre : Pilot no 5
- Réalisation : George Sidney
- Scénario : David Hertz
- Musique : Lennie Hayton
- Direction artistique : Howard Campbell et Cedric Gibbons
- Décors : Edwin B. Willis et Glen Barner
- Effets spéciaux : Arnold Gillespie et Don Jahrus
- Son : J. S. Burbridge et James Z. Flaster
- Photographie : Paul Vogel
- Montage : George White
- Producteur : B. P. Fineman
- Société de production et de distribution : Metro-Goldwyn-Mayer
- Pays de production :  États-Unis
- Langue d'origine : anglais américain
- Genre : guerre
- Format : noir et blanc — 35 mm — 1,37:1 — son : mono (Western Electric Sound System)
- Durée : 71 min
- Date de sortie :
  - États-Unis : 1er avril 1943

## Distribution
- Franchot Tone : George Braynor Collins
- Marsha Hunt : Freddie Andrews
- Gene Kelly : Vito S. Alessandro
- Van Johnson : Everett Arnold
- Alan Baxter : Winston Davis
- Dick Simmons : Henry Willoughby Claven
- Steven Geray : le commandant Eichel
- Howard Freeman : Hank Durban
- Frank Puglia : Nikola Alessandro
- William Tannen : le soldat américain
- Edward Fielding : Dean Barrett
- Frank Ferguson : Tully
- Carl Saxe : le Hollandais
- Peter Lawford : l'Anglais
- Jack Gardner : le mécanicien
- Sara Haden : la logeuse
- Ava Gardner : une fille à la soirée (non-créditée)

## Autour du film
À l'origine, le titre choisi devait être Skyway to Glory mais les dirigeants de la MGM le jugèrent trop prétentieux. Son budget se montait à 486 000 dollars et il rapporta au box-office 969 000 dollars. Exploité en double programme, Pilot N° 5 est un film mineur dans la carrière de Gene Kelly. Pour sa deuxième apparition au cinéma, il choisit ce film de guerre pour prouver qu'il pouvait interpréter des rôles sans chanson ni danse. Gene Kelly expliqua plus tard que : « le film était au départ une production plus importante qu'à l'arrivée ! (...) C'était un avertissement contre le fascisme naissant et le danger d'une tentation totalitaire. Mais le studio hésita quelque peu à adopter cette position, pour des raisons facilement compréhensibles. Nous étions dans le show-business et en période de conflit. Aussi le scénario fut remanié. ».